# Campionati europei di canoa/kayak sprint 2018
I Campionati europei di canoa/kayak sprint 2018 sono stati la 30ª edizione della manifestazione. Si sono svolti a Belgrado, in Serbia, dall'8 al 10 giugno 2018.

## Medagliere
| Posiz. | Nazione     | Oro | Argento | Bronzo | Totale |
| ------ | ----------- | --- | ------- | ------ | ------ |
| 1      | Ungheria    | 6   | 5       | 4      | 15     |
| 2      | Germania    | 4   | 5       | 2      | 11     |
| 3      | Russia      | 3   | 5       | 4      | 12     |
| 4      | Bielorussia | 3   | 5       | 1      | 9      |
| 5      | Spagna      | 3   | 1       | 3      | 7      |
| 6      | Rep. Ceca   | 3   | 0       | 0      | 3      |
| 7      | Polonia     | 2   | 1       | 4      | 7      |
| 8      | Portogallo  | 2   | 1       | 1      | 4      |
| 9      | Serbia      | 1   | 1       | 1      | 3      |
| 10     | Francia     | 1   | 1       | 0      | 2      |
| 10     | Romania     | 1   | 1       | 0      | 2      |
| 12     | Georgia     | 1   | 0       | 0      | 1      |
| 13     | Ucraina     | 0   | 2       | 3      | 5      |
| 14     | Lituania    | 0   | 1       | 0      | 1      |
| 14     | Slovacchia  | 0   | 1       | 0      | 1      |
| 16     | Belgio      | 0   | 0       | 2      | 2      |
| 16     | Italia      | 0   | 0       | 2      | 2      |
| 18     | Danimarca   | 0   | 0       | 1      | 1      |
| 18     | Moldavia    | 0   | 0       | 1      | 1      |
| 18     | Norvegia    | 0   | 0       | 1      | 1      |
| 18     | Svezia      | 0   | 0       | 1      | 1      |
| Totale | Totale      | 30  | 30      | 31     | 91     |

## Podi

### Uomini
| Evento    | Oro                                                                       | Tempo     | Argento                                                             | Tempo     | Bronzo                                                                      | Tempo     |
| Canoa     |                                                                           |           |                                                                     |           |                                                                             |           |
| C1 200 m  | Zaza Nadiradze                                                            | 39.200    | Ivan Shtyl                                                          | 39.224    | Artsem Kozyr                                                                | 39.468    |
| C1 500 m  | Martin Fuksa                                                              | 1:47.404  | Sebastian Brendel                                                   | 1:47.659  | Carlo Tacchini                                                              | 1:48.454  |
| C1 1000 m | Martin Fuksa                                                              | 3:46.723  | Sebastian Brendel                                                   | 3:46.810  | Oleg Tarnovschi                                                             | 3:51.916  |
| C1 5000 m | Sebastian Brendel                                                         | 22:51.010 | Martin Fuksa                                                        | 23:06.650 | Carlo Tacchini                                                              | 23:11.350 |
| C2 200 m  | Russia Aleksandr Kovalenko Ivan Shtyl                                     | 35.919    | Bielorussia Hleb Saladukha Dzianis Makhlai                          | 36.139    | Polonia Arsen Śliwiński Michał Łubniewski                                   | 36.475    |
| C2 500 m  | Romania Leonid Carp Victor Mihalachi                                      | 1:38.165  | Russia Pavel Petrov Mikhail Pavlov                                  | 1:38.985  | Ucraina Dmytro Ianchuk Taras Mishchuk                                       | 1:38.985  |
| C2 1000 m | Germania Yul Oeltze Peter Kretschmer                                      | 3:25.041  | Romania Leonid Valentin Carp Victor Mihalachi                       | 3:25.481  | Spagna Sergio Vallejo Adrián Sieiro                                         | 3:27.414  |
| C4 500 m  | Russia Pavel Petrov Mikhail Pavilov Viktor Melantyev Ivan Shtyl           | 1:29.155  | Ucraina Yurii Vandiuk Oleh Borovyk Andrii Rybachok Aleksandr Sivkov | 1:30.941  | Polonia Wiktor Głazunow Michal Lubniewski Arsen Śliwiński Marcin Grzybowski | 1:31.008  |
| Kayak     |                                                                           |           |                                                                     |           |                                                                             |           |
| K1 200 m  | Carlos Garrote                                                            | 34.655    | Artūras Seja                                                        | 34.783    | Marko Dragosavljević                                                        | 34.801    |
| K1 500 m  | Josef Dostál                                                              | 1:36.398  | Oleh Kukharyk                                                       | 1:37.333  | Fernando Pimenta                                                            | 1:37.393  |
| K1 1000 m | Fernando Pimenta                                                          | 3:29.200  | Bálint Kopasz                                                       | 3:29.480  | Max Rendschmidt                                                             | 3:31.520  |
| K1 5000 m | Max Hoff                                                                  | 20:27.960 | Fernando Pimenta                                                    | 20:38.790 | Eivind Vold                                                                 | 20:50.610 |
| K2 200 m  | Spagna Saúl Craviotto Cristian Toro                                       | 31.250    | Serbia Nebojša Grujić Marko Novaković                               | 31.388    | Ungheria Márk Balaska Balázs Birkás                                         | 31.600    |
| K2 500 m  | Ungheria Milán Mozgi Tamás Somorácz                                       | 1:27.500  | Spagna Marcus Walz Rodrigo Germade                                  | 1:27.630  | Russia Yury Postrigay Vasily Pogreban                                       | 1:27.630  |
| K2 1000 m | Serbia Marko Tomićević Milenko Zorić                                      | 3:04.940  | Germania Max Hoff Marcus Groß                                       | 3:06.206  | Spagna Francisco Cubelos Íñigo Peña Arriola                                 | 3:06.750  |
| K4 500 m  | Spagna Saúl Craviotto Marcus Walz Cristian Toro Rodrigo Germade Barreiro  | 1:18.559  | Germania Max Rendschmidt Tom Liebscher Max Lemke Ronald Rauhe       | 1:18.573  | Ungheria Tótka Sándor Miklós Dudás Péter Molnar István Kuli                 | 1:19.939  |
| K4 1000 m | Bielorussia Kiryl Nikitsin Vitali Bialko Raman Pjatrušėnka Ilya Fedarenka | 2:48.841  | Slovacchia Samuel Balaž Gabor Jakubik Frana Milan Tibor Linka       | 2:49.491  | Spagna Javier Hernanz Pelayo Roza Aitor Gorrotxategi Ruben Millan           | 2:49.701  |

### Donne
| Evento    | Oro                                                            | Tempo     | Argento                                                                     | Tempo     | Bronzo                                                                          | Tempo     |
| Canoa     |                                                                |           |                                                                             |           |                                                                                 |           |
| C1 200 m  | Olesia Romasenko                                               | 45.726    | Dorota Borowska                                                             | 46.222    | Virág Balla                                                                     | 46.470    |
| C1 500 m  | Alena Nazdrova                                                 | 2:03.053  | Kseniia Kurach                                                              | 2:05.013  | Liudmyla Luzan                                                                  | 2:07.173  |
| C1 5000 m | Volha Klimava                                                  | 25:58.260 | Zsanett Lakatos                                                             | 26:49.770 | Liudmyla Babak                                                                  | 27:02.130 |
| C2 200 m  | Ungheria Virág Balla Kincső Takács                             | 42.730    | Bielorussia Alena Nazdrova Kamila Bobr                                      | 43.247    | Russia Irina Andreeva Olesia Romasenko                                          | 43.374    |
| C2 500 m  | Ungheria Virág Balla Kincső Takács                             | 1:55.678  | Bielorussia Nadzeya Makarchanka Volha Klimava                               | 1:55.238  | Russia Irina Andreeva Olesia Romasenko                                          | 1:56.987  |
| Kayak     |                                                                |           |                                                                             |           |                                                                                 |           |
| K1 200 m  | Marta Walczykiewicz                                            | 39.697    | Danuta Kozák                                                                | 40.023    | Emma Jørgensen                                                                  | 40.199    |
| K1 500 m  | Danuta Kozák                                                   | 1:47.742  | Volha Khudzenka                                                             | 1:48.762  | Anna Puławska                                                                   | 1:50.518  |
| K1 1000 m | Nina Krankemann                                                | 3:57.229  | Tamara Takács                                                               | 3:57.355  | Karin Johansson                                                                 | 4:02.645  |
| K1 5000 m | Tamara Takács                                                  | 22:58.560 | Sarah Troël                                                                 | 23:27.440 | Hermien Peters                                                                  | 23:31.700 |
| K2 200 m  | Francia Manon Hostens Sarah Guyot                              | 1:39.257  | Ungheria Erika Medveczky Tamara Csipes                                      | 1:39.447  | Belgio Hermien Peters Lize Broekx Germania Jasmine Fritz Steffi Kriegerstein    | 1:40.412  |
| K2 500 m  | Portogallo Teresa Portela Joana Vasconcelos                    | 37.055    | Russia Natal'ja Podol'skaja Vera Sobetova                                   | 37.083    | Polonia Dominika Włodarczyk Katarzyna Kołodziejczyk                             | 37.147    |
| K2 1000 m | Polonia Justyna Iskrzycka Paulina Paszek                       | 3:31.645  | Germania Sarah Brüssler Melanie Gebhard                                     | 3:31.915  | Ungheria Noémi Pupp Tamara Csipes                                               | 3:36.271  |
| K4 500 m  | Ungheria Anna Kárász Erika Medveczky Danuta Kozák Bodonyi Dóra | 1:28.933  | Bielorussia Alina Svita Nadzeya Liapeshka Maryna Litvinchuk Volha Khudzenka | 1:30.067  | Russia Kira Stepanova Vera Sobetova Svetlana Chernigovskaya Anastasia Panchenko | 1:30.553  |